# Kurt von Schleicher
Kurt von Schleicher (Brandenburg an der Havel, 4 juli 1882 – Berlijn, 30 juni 1934) was een Duits generaal der Infanterie en politicus.

## Politieke loopbaan voor de jaren 1930
Schleicher werd geboren in Brandenburg an der Havel, als zoon van een Pruisische officier en een redersdochter. In 1900 trad hij in dienst van het Duitse leger als luitenant, na te zijn afgestudeerd aan de cadettenschool. In die eerste jaren maakte Schleicher twee vrienden die later een belangrijke rol zouden spelen in zijn leven. Een van deze vrienden was Franz von Papen, die hij leerde kennen als cadet. Later, toen hij officier was bij het Derde Garderegiment, raakte hij bevriend met Oskar von Hindenburg.
In januari 1919 hielp Schleicher bij de oprichting van het Freikorps, om het tekort aan loyale troepen op te vangen. In de jaren twintig was Schleicher een vooraanstaand protegé van generaal Hans von Seeckt geworden, die Schleicher vaak gevoelige opdrachten gaf. In de lente van 1921 richtte Seeckt een geheime groep op als onderdeel van de Reichswehr, de Sondergruppe R genaamd, met als taak samen te werken met het Rode Leger tegen het internationale systeem dat was opgezet door het Verdrag van Versailles. Schleicher was lid van deze Sondergruppe R, en hij was degene die de afspraken met Leonid Krasin maakte inzake de Duitse hulp aan de wapenindustrie van de Sovjets.
In september 1921 werden de details uitgewerkt op een geheime vergadering in het appartement van Schleicher; Duitse financiële en technologische hulp werd geboden aan de Sovjets, in ruil voor hulp bij het vernietigen van het Verdrag van Versailles. Schleicher startte verschillende nepondernemingen die samen 75 miljoen rijksmark naar de wapenindustrie van de Sovjet sluisden. Op die manier financierde Duitsland mede de productie van luchtmacht, wapenarsenaal en gifgas in de Sovjet-Unie. Ten gevolge van de inflatie die de Duitse economie in 1923 vernietigde, nam de Reichswehr het merendeel van de regeringstaken over. Hierin speelde Schleicher een grote rol. In 1926 veroorzaakte Schleicher de neergang van Seeckt, door bezwarende informatie te lekken. Hierop werd Schleicher het politieke kopstuk van de Reichswehr.

## Politieke loopbaan in de jaren 1930

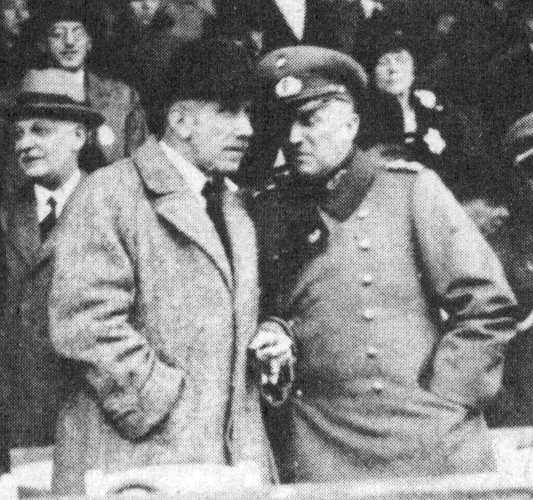
Kurt von Schleicher (rechts) met rijkskanselier Franz von Papen (1932)

In 1931 hielp hij Heinrich Brüning in het zadel als rijkskanselier, maar liet hem later vallen toen hij ervoor koos Franz von Papen te steunen. Die werd in 1932 rijkskanselier. Toen von Papen eenmaal kanselier was, begon Schleicher zich tegen hem te verzetten. Von Papen vormde namelijk een rechts kabinet; Schleicher voelde meer voor een centrumkabinet. De conflicten leidden opnieuw tot verkiezingen in november 1932. De uitslag bracht weinig duidelijkheid, hoewel de Nationaalsocialistische Duitse Arbeiderspartij, onder leiding van Adolf Hitler, voor het eerst in haar geschiedenis zetels verloor.
In december wist Schleicher rijkspresident von Hindenburg ervan te overtuigen om von Papen als kanselier te ontslaan en hemzelf te benoemen tot rijkskanselier. Op 3 december 1932 was het zover. Schleicher, die zichzelf een 'sociaal denkende generaal' noemde, zette zijn zinnen op een coalitie met de sociaaldemocratische vakbonden. Zijn pogingen een centrumrechts kabinet te vormen verliepen moeizaam. Hij probeerde een nationale coalitie te smeden uit alle partijen van de Rijksdag, met de meest gematigde nazi's en met de meest gematigde sociaaldemocraten. Schleicher wilde bovendien gebruikmaken van de tweedracht in de NSDAP en zocht contact met de meer gematigde Gregor Strasser, de linkse nazi, een populaire en machtige figuur binnen de linkervleugel van de NSDAP en een van Hitlers weinige echte rivalen. Hij probeerde Strasser los te weken van de NSDAP door hem het vicekanselierschap aan te bieden. Zo wilde hij een splitsing teweegbrengen binnen de nazi's zelf. Hitler had vanwege de nederlaag in november grote problemen binnen zijn partij. Zijn aanhang kalfde af en er waren forse schulden. Bovendien had Schleicher alle macht en de volle steun van het leger. Toen Hitler hiervan hoorde, dwong hij Strasser zijn functies in de NSDAP neer te leggen. Schleicher vroeg daarop aan von Papen, een vriend van hem, om Hitler ervan te overtuigen mee te werken aan zijn plan voor een nationale regering.

## Samenzwering tegen Schleicher
Hitler keerde zich nu definitief tegen Schleicher. De bankier Kurt von Schröder arrangeerde in zijn villa een diner tussen Franz von Papen en Adolf Hitler. Hiermee verried Papen zijn oude vriend Kurt von Schleicher. Papen zei Schleicher dat hij Hitlers steun had proberen verwerven voor het vormen van een regering, maar in werkelijkheid hadden zij een coalitie gevormd om Schleicher bij de eerste gelegenheid te laten vallen. Intussen wist Franz von Papen in het gevlei te komen bij de rijkspresident Von Hindenburg, die met lede ogen de moeizame besprekingen volgde. Von Papen maakte Hindenburg vervolgens duidelijk dat hij Hitler kanselier moest maken, terwijl hijzelf als vicekanselier een oogje in het zeil zou houden. In tegenstelling tot een half jaar eerder zette de rijkspresident nu zijn bezwaren opzij. Hij had hem mogelijk wijsgemaakt dat het de enige mogelijke manier was een staatsgreep te voorkomen. Bovendien hing er een groot belastingschandaal boven het hoofd van de familie Hindenburg. Vooral de zoon van Hindenburg, Oskar von Hindenburg, is hier hoogstwaarschijnlijk mee onder druk gezet. Prominente industriëlen als Alfred Krupp en Fritz Thyssen hebben Oskar benaderd om bij zijn vader een goed woordje voor hen te doen.
Uiteindelijk is die samenzwering ook gelukt. Op 25 januari 1933, toen Schleicher ging meedelen aan Hindenburg dat het hem niet lukte een regering te vormen, was ieders verwachting dat Hindenburg de Rijksdag ging ontbinden en nieuwe verkiezingen zou uitroepen. Maar hij deed dit niet. Op 28 januari nam de president, achteraf gezien, een van de noodlottigste politieke beslissingen van de twintigste eeuw: hij gaf zijn zegen aan het plan van von Papen en Hitler. Von Papen, die het hele plan gesmeed had, nam de opdracht van Schleicher over en zo kon Hitler aan de macht komen.

## Hitlers wraak op Schleicher
Schleicher trok zich vervolgens terug uit de politiek. Hitler zou zijn poging om gebruik te maken van de verdeeldheid binnen de NSDAP echter niet vergeten. In de lente van 1934 bekritiseerde Schleicher Hitler openlijk, wat olie op het vuur gooide. Op 30 juni 1934, tijdens de Nacht van de Lange Messen, stormden in burger geklede SS'ers het appartement van Schleicher binnen en schoten zowel Kurt von Schleicher als zijn vrouw dood; zijn stiefdochter lieten zij in leven. Ook Gregor Strasser werd vermoord.
Op zijn begrafenis confisqueerde de SS alle kransen die de rouwenden brachten.
Op 3 januari 1935, in de Berlijnse opera, beweerde Hitler dat Schleicher ‘per ongeluk’ was vermoord en dat de moord gebaseerd was op basis van valse informatie. Hitler zei dat Schleichers reputatie in ere moest worden hersteld. Deze woorden werden echter niet gepubliceerd in de Duitse pers. Evengoed bleven de nazi's ook hierna Schleicher beschuldigen van hoogverraad.

## Onderscheidingen[4]
- Ridderkruis in de Huisorde van Hohenzollern met Zwaarden
- IJzeren Kruis 1914, 1e Klasse en 2e Klasse

- Bibliothèque nationale de France: cb14571433b (data)
- Gemeinsame Normdatei: 118608037
- International Standard Name Identifier: 0000 0000 8195 6506
- Library of Congress Control Number: n82004872
- Nationale Bibliotheek van Tsjechië: hka2014824669
- Nationale bibliotheek van Australië: 35506621
- Nationale Bibliotheek van Israël: 987007267507105171
- Nationale Bibliotheek van Polen: a0000003333185
- Nederlandse Thesaurus van Auteursnamen: 07204618X
- SNAC: w6cv5dpp
- Système universitaire de documentation: 050611941
- Trove: 977990
- Virtual International Authority File: 8180339
- WorldCat: E39PBJxxcJm7vBMHmPGtJG7CQq

Otto von Bismarck · Leo von Caprivi · Chlodwig zu Hohenlohe-Schillingsfürst · Bernhard von Bülow · Theobald von Bethmann Hollweg · Georg Michaelis · Georg von Hertling · Max von Baden · Friedrich Ebert · Hugo Haase · Philipp Scheidemann · Gustav Bauer · Hermann Müller · Konstantin Fehrenbach · Joseph Wirth · Wilhelm Cuno · Gustav Stresemann · Wilhelm Marx · Hans Luther · Hermann Müller · Heinrich Brüning · Franz von Papen · Kurt von Schleicher · Adolf Hitler · Joseph Goebbels · Johann Ludwig Schwerin von Krosigk